# José Canalejas

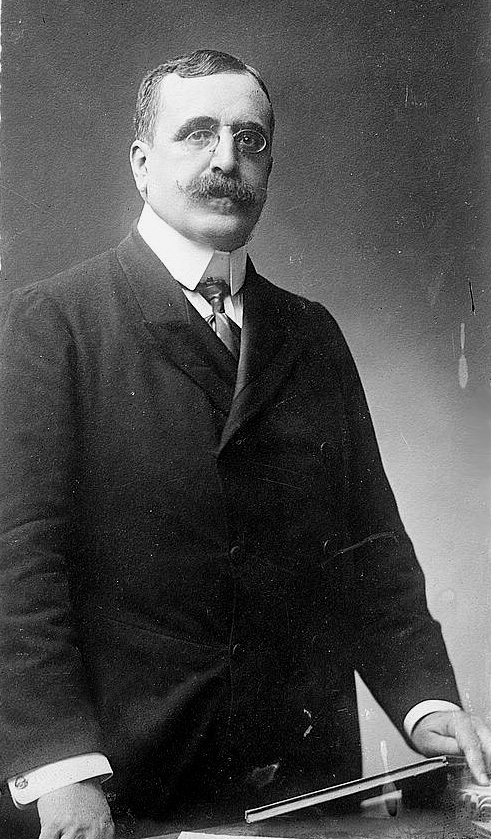
José Canalejas.

José Canalejas y Méndez, född 31 juli 1854 i Ferrol, död 12 november 1912 i Madrid, var en spansk liberal politiker (Partido Liberal) och ministerpresident. Han mördades av en anarkist. Han hade då lett den spanska regeringen i knappt ett år, sedan januari samma år.
Canaleljas blev 1881 liberal ledamot av Cortes Generales och var 1888-1890 undervisnings- och justitieminister, senare flera gånger finans-, jordbruks- och handelsminister. År 1902 blev han ledare för Partido Liberal och 1910 ministerpresident. Han bekämpade med framgång Vatikanen och yttersta vänstern.